# Storia dello Zimbabwe
La storia dello Zimbabwe ripercorre gli avvenimenti che hanno coinvolto le diverse popolazioni stabilitesi nel territorio dell'odierno Zimbabwe, quindi nella porzione di terra situata tra i fiumi Limpopo e Zambesi. Dominate per lungo tempo da genti di lingua bantu, le vicende storiche di questo Stato sono nettamente mutate con la colonizzazione inglese, alla fine del XIX secolo. È stato uno degli ultimi paesi africani ad aver raggiunto l'indipendenza, arrivata nel 1980. La storia contemporanea è stata caratterizza da dinamismo economico e modernizzazione delle infrastrutture, processo gestito da Robert Mugabe, figura politica dominante, che ha guidato lo Zimbabwe dalla sua indipendenza e ne è stato presidente fino al 2017. Ma il paese sta attraversando adesso una crisi umanitaria ed economica senza precedenti, alla quale Mugabe ha cercato di far fronte con atteggiamenti sempre più autoritari, repressivi e dittatoriali.

## Indipendenza
Le elezioni si tennero nel marzo del 1980 e lo ZANU di Robert Mugabe uscì vincitore ottenendo 53 degli 80 seggi riservati ai votanti neri, lo ZAPU di Joshua Nkomo ne ottenne ventiquattro e l'UANC di Abel Muzorewa solo tre. Parallelamente, Smith si assicurò il controllo della componente bianca. Lo ZANU ricorse a molte intimidazioni nel periodo subito prima le elezioni, e questo ha forse avuto un ruolo nella sua netta vittoria. L'indipendenza fu raggiunta il 18 aprile 1980, e come previsto venne internazionalmente riconosciuta, a differenza di quella rhodesiana. E, una volta per tutte, si chiamò solo e solamente Zimbabwe. L'epoca nuova fu caratterizzata anche dal cambio di nome che subirono alcuni importanti luoghi: la capitale Salisbury divenne Harare e la sua strada principale, la Jameson Avenue, venne rinominata in onore del presidente mozambicano Samora Machel. La nuova costituzione nominò un presidente che fosse solo un Capo di Stato senza poteri esecutivi, e un Primo Ministro che fosse Capo del Governo. Il primo presidente fu il reverendo Canaan Banana, il cui Primo Ministro fu Robert Mugabe.
Nel 1987 fu cancellata la carica di Primo Ministro e il Capo di Stato assunse i poteri esecutivi, facendo così divenire lo Zimbabwe una repubblica presidenziale: tale provvedimento fu reso ufficiale il 31 dicembre 1987. Da Mugabe rimase presidente fino al golpe del 2017. I primi due anni trascorsero pacificamente, ma in seguito si tornò alle armi, questa volta all'interno della maggioranza nera: col tempo infatti crebbe la tensione tra i MaShona e i MaTabele, rispettivamente rappresentati dallo ZANU e dallo ZAPU, che quindi entrarono in lotta, Mugabe e Nkomo si videro quindi l'uno contro l'altro. Nel 1983 Mugabe estromise dal governo Nkomo e l'anno dopo lo costrinse a lasciare il paese, ma il suo partito si rivoltò contro il Primo Ministro, poiché questi provvedimenti erano visti come una persecuzione verso lo ZAPU.
Ne nacquero numerosi scontri che videro affrontarsi le due principali etnie del paese; ovviamente i maggiori ceppi pro-Nkomo erano situati nel Matabeleland, regione dell'etnia MaTabele, dove il Primo Ministro si occupò di fronteggiare i dissidenti, ma i conflitti, così come le persecuzioni ai danni di Nkomo, continuarono fino al 1987. Sempre nel 1983 uno dei principali fondatori dello ZANU, Ndabaningi Sithole, decise di rifugiarsi negli Stati Uniti per proteggersi dal pericoloso clima interno. In realtà il conflitto poté dirsi finito nel 1985, quando i due partiti si presentarono insieme, fusi in una sola formazione, alle elezioni del 2 ottobre, raggiungendo una maggioranza elettorale più che rassicurante: vennero conquistati 67 seggi su 100. Il 22 dicembre di due anni dopo fu siglato tra Mugabe e Nkomo un Accordo di Unità, col quale i due partiti si univano definitivamente nello ZANU PF.
Le ribellioni appena terminate erano state abbastanza crudeli, i morti totali furono tra i 10.000 e i 30.000, le stime non sono precise. La Quinta Brigata dello Zimbabwe aveva causato la maggior parte delle vittime: questo squadrone aveva l'incarico di scovare i sostenitori dello ZAPU PF, in particolare nelle regioni di Matabeleland e Midlands, con lo scopo di eliminarli. Tali omicidi politici cominciarono nel 1983 e l'intera operazione della Quinta Brigata è definita Gukurahundi. Il Primo Comandante di questa brigata fu il Colonnello Perence Shiri, attualmente a capo dell'Air Force of Zimbabwe: visto il suo peso nelle persecuzioni ai danni dello ZAPU PF e soprattutto per il suo importante ruolo nei fatti avvenuti durante la riforma agraria del 2000, ha ricevuto pesanti provvedimenti da parte dell'Unione Europea e degli Stati Uniti. Comunque, la pace poté dirsi raggiunta dopo che Mugabe ebbe concesso l'amnistia generale ai sostenitori MaTabele, il 18 aprile 1988. La riconciliazione della componente nera ebbe una conferma nel gennaio 1992 con il ritorno in patria, dopo otto anni, di Sithole.

### Anni novanta
Le elezioni tenutesi nel marzo 1990 confermarono la nettissima maggioranza dello ZANU PF, il quale riuscì addirittura a conquistare 117 seggi su 120. Tale trionfo è dovuto anche al buon lavoro svolto dalla leadership nera: Mugabe infatti si era proposto di migliorare le condizioni di vita della popolazione di colore, e se ne occupò dando impulso alla pubblica istruzione, che divenne la migliore del continente africano, e favorendo l'uguaglianza sociale. Questo portò ad un notevole numero di consensi, che si concretizzarono nel risultato elettorale. Nonostante la guerra scatenata negli anni ottanta l'economia era rimasta molto forte rispetto alla media africana. Ma anche riguardo alle consultazioni di quell'anno ci sono molti dubbi, particolarmente consistenti, di trasparenza. La maggioranza ricorse ad una campagna non libera e che si potrebbe definire intimidatoria.
Inoltre Mugabe, non soddisfatto della presenza di opposizioni, cercò di creare uno Stato socialista con un solo partito legale, ovviamente il suo. il progetto fu decisamente bocciato ma dimostrò le tendenze autocratiche e autoritarie del Presidente, che in questo modo manifestò abbastanza apertamente di voler concentrare i poteri nelle sue mani, in senso quanto mai non democratico. Il governo allora incominciò ad apportare delle modifiche alla costituzione. La magistratura e i difensori dei diritti umani criticarono i provvedimenti, emanati nell'aprile 1991, che prevedevano tra l'altro la reintroduzione della pena capitale. Pochi anni dopo le condizioni sanitarie cominciarono a peggiorare a causa della diffusione del virus HIV: nel 1997 un quarto degli zimbabwesi ne era affetto. Durante gli anni novanta furono frequenti le proteste contro il governo del Presidente, lo scontento andò diffondendosi. Nel 1990 gli studenti manifestarono contro le proposte di un aumento del controllo del governo sulle università, e le dimostrazioni continuarono nei due anni seguenti, portando a scontri con la polizia.
Questa nel 1992 impedì ulteriori dimostrazioni antigovernative e nel 1994 vi fu un esteso malcontento in ambito industriale. Nel 1996 gli stipendi di impiegati statali, infermiere e medici generali scesero drammaticamente; i metodi duramente repressivi del Presidente portarono a violazioni di diritti sempre più numerose. Il 9 dicembre 1997 un colpo di Stato paralizzò il paese. Mugabe era terrorizzato dalle dimostrazioni degli ex militanti dello ZANLA, Zimbabwe African National Liberation Army, organizzazione che fu il cuore delle incursioni terroristiche degli ultimi anni settanta contro Ian Smith. Il Presidente allora pagò loro generose paghe e larghe pensioni, ma questo impegno si rivelò oneroso finanziariamente. Il sempre più diffuso malcontento cominciò a mettere in crisi lo Stato, crisi aggravata dalle risposte sempre peggiori date dal governo.
Soprattutto negli anni seguenti, i cambiamenti sociali furono molti e profondi. Nel 1998 il Presidente intervenne nella guerra civile in atto nella Repubblica Democratica del Congo, con il fine di proteggere gli investimenti fatti nel paese. Questo intervento portò alla sospensione degli aiuti economici allo Zimbabwe: il denaro mancante per questa sospensione e per questa guerra determinò la recessione economica seguente. Sebbene il Presidente sia stato confermato dopo tutte le tornate elettorali degli anni novanta, il suo consenso è gradualmente diminuito e l'opposizione si è fatta sempre più organizzata, raggruppandosi nel 1999 in un unico partito, il Movimento per il Cambiamento Democratico (MDC). Da sempre aspramente contestatore del regime di Mugabe, questa espressione politica ha ottenuto l'appoggio degli attivisti per la democrazia e i diritti umani, il cui rispetto è diminuito con il costante aumentare degli atteggiamenti dittatoriali del Capo dello Stato. Il quale ha risposto in modo sempre più duro.

### Dal 2000 ad oggi
Dall'inizio del XXI secolo lo Zimbabwe vive una fase di recessione economica, collasso statale e sociale: lo Stato sta affrontando una crisi umanitaria senza precedenti e una situazione di degrado generale di ogni struttura amministrativa, istituzionale ed economica. Nonostante i notevoli passi indietro fatti, ancora oggi lo Zimbabwe è uno dei paesi meno poveri dell'Africa e uno dei più dinamici finanziariamente. Fin dalla nascita del MDC Mugabe ha cercato di liberarsi dell'opposizione, inizialmente inducendo il Parlamento, dominato dallo ZANU-PF, ad emanare leggi che la delegittimassero e la ostacolassero; ma in seguito la repressione divenne molto più dura. La polizia incominciò a disperdere con la forza le manifestazioni e i raduni del MDC, e la tensione politica divenne sempre più alta e pericolosa, favorita da un'economica in piena crisi e dagli atteggiamenti sempre più violenti dello stesso Mugabe.
Ma l'origine della spaventosa emergenza attuale fonda le sue radici nella riforma agraria del 2000, il cui perno è stata l'espropriazione delle proprietà dei bianchi e la loro restituzione alla componente nera. In realtà queste restituzioni erano cominciate negli anni ottanta, anche se con molta lentezza: nei primi anni novanta subirono una netta accelerazione per poi arrivare al caos generale del 2000. Da tempo Mugabe progettava di scacciare gli agricoltori bianchi, ma per fermarlo era stata avviata una trattativa triangolare tra il presidente, il governo inglese e i fattori bianchi. Questi negoziati saltarono e cominciò l'attuazione della riforma: gran parte delle proprietà bianche furono espropriate senza indennizzi, i proprietari sono stati espulsi o sono fuggiti all'estero, perlopiù verso Sudafrica, Regno Unito e Australia.
La popolazione bianca diminuì drasticamente: prima possedeva circa il 70% delle terre coltivabili. Molte di queste sono state affidate ad amici del presidente e a veterani di guerra, generalmente inesperti di agricoltura. Economicamente le conseguenze sono state disastrose: se prima il contesto economico era debole, da quel momento era diventato critico; da allora la crisi dello Zimbabwe non è più una questione economica o politica, ma umanitaria. Prima lo Zimbabwe soddisfaceva il proprio fabbisogno alimentare interno, da allora in poi ha incominciato a dipendere dalle importazioni: le produzioni agricole sono crollate, il perché è facile. Gli agricoltori bianchi avevano una qualificazione notevole e le loro rendite terriere erano ottime: le produzioni consentivano un buon margine di esportazione. Una volta espulsi questi, l'agricoltura è entrata in profondissima crisi: nel settore primario regna il caos dopo questa riforma. Inoltre, le terre sono state prese con veri e propri assalti: i nuovi proprietari hanno preso con la forza le loro proprietà costellando la riforma di episodi di sangue.
Non sono mancate le resistenze: 2.900 bianchi hanno deciso di non andarsene iniziando un durissimo braccio di ferro con il governo. Molti hanno lamentato la presa di terreni non toccati dalla sciagurata riforma, che Mugabe aveva sbandierato con tanta demagogia, ponendola al centro della campagna elettorale del 2002. In queste elezioni Mugabe ha vinto contro Morgan Tsvangirai, leader del MDC, col 56% dei voti. Tali elezioni si sono svolte in un clima violentemente intimidatorio e sono state giudicate irregolari dagli osservatori occidentali, ma pulite da quelli africani, Nigeria e Sudafrica. Queste elezioni hanno diffuso ulteriormente il malcontento all'interno del paese, dove il presidente ha tappato la bocca a molti mezzi di informazione, applicando molto recentemente anche restrizioni ad Internet. In ambito internazionale lo Zimbabwe si è ritrovato sempre più isolato, ricevendo sanzioni dall'Unione Europea e dagli Stati Uniti. I rapporti con il Regno Unito sono diventati pessimi in seguito alla riforma agraria e alle elezioni del 2002.
Come conseguenza, nel 2003 lo Zimbabwe è stato sospeso per un anno dal Commonwealth; in risposta, Mugabe ha annunciato nel dicembre dello stesso anno l'uscita del paese dall'organizzazione. Morgan Tsvangirai è soggetto a una vera e propria persecuzione: arrestato nell'ottobre del 2000 e nel giugno del 2003, l'11 marzo 2007, durante un incontro di preghiera del partito, è stato arrestato e picchiato, e rilasciato qualche giorno dopo: ma le sedi del suo partito sono state assaltate dalla polizia. L'MDC è ormai l'unico punto di riferimento per le organizzazioni umanitarie, per cercare di avere aggiornamenti sulla violenza politica. La dispersione dell'incontro dell'11 marzo 2007 ha avuto un bilancio pesantissimo: durante gli scontri la polizia ha ucciso a colpi d'arma da fuoco Gift Tandare, importante attivista del MDC, e il giorno dopo è morto Itai Manyeruke, un manifestante, in seguito al pestaggio subito dalle forze dell'ordine durante il loro intervento al raduno. Nhamo Musekiwa, guardia del corpo di Tsvangirai, è morto il 25 ottobre 2007 in seguito a complicazioni causate dal pestaggio che anch'egli aveva ricevuto l'11 marzo.
Sempre in quel giorno erano stati arrestati decine di membri del MDC, oltre lo stesso Tsvangirai, tutti picchiati e torturati. Desmond Tutu ha affermato che si respira il clima dell'apartheid, del quale sono vittime questa volta i bianchi e gli oppositori. Di recente Mugabe con uno scandalo ha messo fuori gioco l'arcivescovo cattolico di Bulawayo Pius Ncube. Ncube era da molto tempo il più coraggioso dissidente, aveva più volte accusato il presidente di assolutismo e tirannia, definendo la sua amministrazione un regime. Aveva chiesto al Regno Unito un intervento militare per deporre il demagogico dittatore, e le sue affermazioni erano state tanto temerarie da farlo definire l'arcivescovo anti-Mugabe. Il monsignore si è trovato coinvolto in un caso di adulterio, essendo Stato accusato di aver intrattenuto una relazione con una donna sposata. L'accusa, che sarebbe provata da alcune foto di assai dubbia autenticità, è stata lanciata nell'agosto del 2007 e il presidente, che controlla i mass media, ha mosso una campagna di informazione che dimostrasse e lasciasse intendere in ogni modo la colpevolezza dell'arcivescovo. Questi ha presentato il 12 settembre le dimissioni, accettate da papa Benedetto XVI.
Tutti i vescovi dello Zimbabwe hanno sempre difeso Ncube dall'accusa e lo stesso prelato ha affermato la sua innocenza, accusando lo Stato di aver architettato tutto per denigrarlo e farlo tacere. La creazione di questo scandalo sarebbe stato un atto contro l'intera Chiesa cattolica nello Zimbabwe, i cui rapporti col governo si sono fatti sempre più tesi. Ncube ha inoltre aggiunto che non si sarebbe mai dimesso, ma che era stato opportuno farlo dopo il putiferio scatenato dai mezzi di informazione, sui quali Mugabe ha stretto la morsa per il loro controllo. Intanto la situazione diventa sempre più tesa e Mugabe ha deciso di candidarsi anche alle prossime elezioni, che si terranno nel 2008. Sebbene il suo potere sembri agli sgoccioli, il vecchio presidente continua a reprimere i dissidenti e le violazioni dei diritti umani da lui commesse si fanno sempre più gravi.

### La crisi del 2008
Le elezioni presidenziali del 2008 hanno visto come principali sfidanti Robert Mugabe e Morgan Tsvangirai, sostenuto dal Movimento per il Cambiamento Democratico.
L'opposizione aveva subito chiesto delle elezioni libere e democratiche, in mancanza delle quali avrebbe messo in ginocchio il paese con proteste di massa. Tesa la vigilia del voto: l'MDC si diceva certo della vittoria, esercito e polizia erano in stato di massima allerta. Mugabe, in cerca del sesto mandato, affermava a sua volta di avere la vittoria in pugno. Il 29 marzo si videro lunghe code ai seggi fin dalle prime ore del mattino, per una tornata elettorale storica, perché decisiva per il destino del paese. Votando in una scuola elementare di Harare, il vecchio presidente aveva dichiarato: Noi non manipoliamo le elezioni. Siamo gente onesta. Non potrei dormire sonni tranquilli, se avessi barato alle elezioni. Perché dovrei barare? La gente sostiene noi. Nel momento in cui non ci sosterrà più, allora lasceremo la politica.
In realtà era alto il timore di brogli da parte del regime, infatti era stata scoperta, poco prima delle elezioni, l'esistenza di ben 8.500 elettori fantasma, censiti in una zona disabitata. Inoltre ci sono stati problemi con i seggi di appartenenza. Secondo l'organismo che ha curato la supervisione del voto, l'affluenza alle urne è stata alta ma molti elettori sono stati respinti per la confusione fatta sui confini dei singoli distretti elettorali. Fin dalla chiusura dei seggi l'opposizione ha proclamato la propria vittoria. Il segretario generale del MDC, Tendai Biti, ha dichiarato poco dopo la chiusura dei seggi: È un momento storico per noi tutti. Abbiamo vinto queste elezioni. Tuttavia lo spoglio delle schede è stato molto lento. Durante il conteggio dei voti il dittatore Mugabe aveva lanciato un grave monito: Non saranno ammesse proteste. Subito si sono lanciate accuse contro Mugabe, reo, secondo l'MDC, di aver aggiustato il risultato del voto.
I primi risultati davano un testa a testa tra governo e opposizione. Ufficialmente i candidati erano in parità, ma secondo dati diffusi dal MDC, calcolando 96 seggi sui 128 del parlamento, Tsvangirai avrebbe ottenuto il 60% delle preferenze. Il silenzio di Mugabe, non apparso in pubblico dal giorno delle elezioni, aveva fatto pensa re che fosse scappato in Malesia, notizia smentita il 1º aprile. Nonostante i ritardi preoccupanti nello spoglio, un gruppo indipendente di monitoraggio delle elezioni ha dichiarato, pochi giorni dopo il voto, che sarebbe stata concreta la possibilità di un ballottaggio per le presidenziali. Tuttavia, tutti gli osservatori indipendenti e i paesi occidentali davano per finito il regime di Mugabe, dato prossimo alle dimissioni. Il presidente, al potere ininterrottamente dal 1980, ha quindi cominciato in aprile a trattare con l'opposizione le sue dimissioni, secondo insistenti voci, poi smentite. Il quotidiano zimbabwese The Herald ha annunciato il 2 aprile che secondo i risultati diffusi dalla commissione elettorale nessun partito avrebbe superato la soglia del 50%, rendendo così inevitabile il ballottaggio. Temendo violenze come quelle avvenute in Kenya dopo il voto del 27 dicembre 2007, lo Zambia ha disposto l'esercito lungo il confine con lo Zimbabwe.
Nonostante la perdita della maggioranza in parlamento, Mugabe ha deciso di non farsi da parte. Secondo l'agenzia Fides, il delicato clima post elettorale potrebbe portare a disordini e fughe di massa, peraltro già verificatisi prima della consultazione elettorale. Non a caso in breve tempo la tensione è salita nel paese: il 3 aprile 2008 è arrivata la notizia che agenti di polizia hanno circondato un hotel ospitante giornalisti occidentali impegnati a seguire le elezioni nazionali.
Nel corso di questa operazione intimidatoria sono stati arrestati pretestualmente due giornalisti, tra cui un reporter del New York Times, Barry Bearak. Entrambi sono stati in seguito incriminati: l'accusa, per Bearak e il suo collega britannico Steven Bevan, era quella di esercitare la loro professione senza esserne accreditati.
Il 4 aprile Mugabe ha convocato i vertici del suo partito per discutere della strategia da adottare di fronte alla situazione. Sul punto di presentare un'istanza per cercare di avere i dati chiari delle elezioni, gli avvocati dell'opposizione sono stati fermati da agenti di polizia e quindi è stato impedito loro di recarsi all'Alta Corte. Infine, la Commissione elettorale dello Zimbabwe ha ufficializzato un sostanziale pareggio al Senato.
In questo periodo sono continuati gli assalti, partiti nel 2000, alle fattorie possedute dai bianchi: ne sono state attaccate una ventina, anche quella di un italiano. Lo ZANU-PF ha chiesto intanto di ricontare le schede elettorali, richiesta tacciata come illegale dall'opposizione; i contadini bianchi sono tornati ad essere nel mirino del presidente Mugabe, innescando il rischio di una guerra civile; inoltre Mugabe ha detto di non permettere che i bianchi possano riprendere le loro terre. Nei primi giorni di aprile sono stati cacciati più di sessanta farmers bianchi, addirittura è stato sfrattato il primo nero, perché accusato di aver votato l'opposizione. In attesa di sapere definitivamente i risultati elettorali, alcuni funzionari della Commissione elettorale sono stati arrestati, dietro l'accusa di aver commesso errori nello scrutinio, a danno dell'ZANU-PF. In continua salita è la tensione nel paese, aggravata da una spaventosa crisi alimentare, accentuata a sua volta anche da un lungo periodo di siccità; sempre più probabile si è fatto lo scenario di una futura guerra civile, anche a causa della repressione continua della polizia, che l'11 aprile ha addirittura vietato proteste e manifestazioni di matrice politica.
In un clima sempre peggiore, dei rappresentanti diplomatici statunitensi e britannici sono stati fermati ad un posto di blocco e per qualche ora trattenuti, anche se sono stati in seguito rilasciati. L'enorme ondata di migranti dei cittadini dello Zimbabwe verso il Sudafrica ha causato il crearsi di una situazione tesissima nel Sudafrica stesso, diventato teatro di attacchi xenofobi e ronde ai danni degli immigrati provenienti dallo Zimbabwe. Nel frattempo il governo ha tentato di bloccare l'attività dei gruppi umanitari operanti nel paese, cercando così di rafforzare la morsa repressiva. In vista del ballottaggio del 27 giugno, Morgan Tsangirai ha definito il governo dello Zimbabwe una giunta militare, che ha in mano il paese. Appena rientrato dall'estero, il segretario generale dell'Mdc Tendai Biti è stato arrestato: i suoi avvocati ne hanno sollecitato la scarcerazione.
Robert Mugabe ha dichiarato pochi giorni prima del secondo turno delle presidenziali, fissato per il 27 giugno, che in caso di vittoria dell'MDC i veterani della guerra di liberazione sarebbero stati pronti ad imbracciare le armi. Il 18 giugno quattro attivisti dell'opposizione sono stati bruciati vivi, in seguito all'esplosione della casa in cui si trovavano. Il 19 giugno, inoltre, è stata annunciata la morte della moglie del sindaco di Harare, facente parte dell'MDC, pestata a morte. Al 20 giugno, secondo fonti mediche, ammontavano ad 85 le vittime delle violenze politiche. Il 22 giugno Tsvangirai ha annunciato il suo ritiro dalle elezioni, in quanto sarebbe stato impossibile che si svolgessero liberamente. Dopo tale decisione il leader dell'opposizione zimbabwese si è rifugiato nell'ambasciata olandese di Harare. Il presidente Mugabe si è detto disponibile alle trattative solo dopo il ballottaggio del 27 giugno, il cui esito sarebbe stato peraltro scontato dopo il ritiro, in vista del turno di ballottaggio, del candidato dell'opposizione, Tsvangirai. Un alto funzionario del Dipartimento di Stato statunitense, Jendayi Frazer, ha tuttavia affermato che il risultato elettorale non sarebbe stato riconosciuto dagli USA, mentre Tsvangirai, secondo il Guardian, avrebbe chiesto l'invio di un contingente militare internazionale di pace per proteggere il popolo. Tuttavia tale affermazione è stata in seguito smentita dallo stesso Tsvangirai.
Intanto la Gran Bretagna ha revocato il titolo di cavaliere onorario che era stato concesso a Robert Gabriel Mugabe alcuni anni prima. Nel giugno 2008, Nelson mandela ha finalmente denunciato in modo esplicito la gravità della situazione in Zimbabwe, e nello stesso periodo Tendai Biti è stato liberato. Sempre a fine giugno, circa 300 oppositori del regime si sono rifugiati presso l'ambasciata sudafricana, probabilmente dopo esser stati costretti a scappare a causa dei raid della polizia; la fuga degli oppositori è diventata col tempo di dimensioni sempre maggiori e la crisi economica sempre più acuta. Critiche sulla legittimità del voto sono giunte anche da Barack Obama. Lo Zimbabwe è diventato uno dei paesi più pericolosi ed instabili del mondo, per esattezza il terzo, per il Foreign Policy. Tsvangirai ha definito il giorno del ballottaggio come un giorno di vergogna, essendo Mugabe candidato unico; con l'intento di isolare lo Zimbabwe anche diplomaticamente, il Ministro degli Esteri Frattini ha chiesto all'UE di valutare un possibile ritiro degli ambasciatori europei dal paese.

### Dopo il ballottaggio
Come nelle previsioni, a vincere il ballottaggio del 27 giugno è stato il presidente in carica Robert Mugabe, anche se il voto è stato definito dagli osservatori africani né libero, né giusto, specie considerando le violenze e le intimidazioni cui sono andati soggetti coloro che hanno deciso di non votare Mugabe. Sempre più allarmanti le notizie riguardanti il trattamento degli oppositori: alcuni di quelli rifugiatisi in Gran Bretagna sarebbero stati terrorizzati da agenti della Central Intelligence Organisation(CIO), i servizi segreti del regime, mentre alcuni di quelli ancora residenti in patria sarebbero stati torturati in centri di rieducazione. Dopo il ballottaggio, sono stati minacciati perfino i sacerdoti missionari, ai quali è stato impedito di recare aiuto agli sfollati. Mugabe ha giurato come presidente il 29 giugno, ottenendo così ufficialmente il sesto mandato presidenziale. Parallelamente al giuramento, il premier del Kenya Raila Odinga e l'arcivescovo di Città del Capo, il celebre Desmond Tutu, hanno chiesto un invio di forze di pace nel paese, e hanno detto di non riconoscere l'esito del voto.
Il secondo turno presidenziale è stato giudicato illegittimo anche dal Segretario Generale delle Nazioni Unite Ban Ki Moon. Intanto, Tsvangirai ha chiesto ai leader dei paesi arabi, riuniti in Egitto per un vertice dell'Unione Africana, di non riconoscere il voto. La stessa Unione Africana ha condannato il ballottaggio, noto anche come ballottaggio-farsa, definendolo non democratico. Secondo quanto annunciato dal Times, dopo nemmeno un'ora di distanza dal giuramento di Mugabe, è stato attaccato un farmer bianco, Ben Freeth, che il giorno prima del voto aveva denunciato le violenze in atto nel paese. Al 30 giugno, in tutto sono stati quattro i farmers attaccati. Il 1º luglio, Morgan Tsvangirai ha lasciato l'ambasciata olandese, nella quale si era rifugiato qualche tempo prima. In un eccesso d'ira, occorso durante un summit dell'Unione Africana a Sharm el Sheikh, in Egitto, George Charamba, consigliere di Mugabe, si è augurato che gli occidentali, non avendo alcun diritto di interferire nella politica interna zimbabwese, si facciano impiccare, e ha dichiarato che l'Occidente può andare al diavolo mille volte.
Anche lo stesso Mugabe non si è dimostrato più calmo: intervistato durante lo stesso summit da Julian Manyon, giornalista britannico della rete ITN, il presidente ha perso la pazienza: le sue guardie hanno allontanato Manyon, poi il presidente lo ha chiamato maledetto idiota. L'Unione Africana ha deciso, sempre a Sharm el Sheikh, di esaminare una risoluzione per un governo di unità nazionale. All'inizio di luglio oltre 200 persone hanno cercato rifugio presso l'ambasciata statunitense ad Harare. Nel frattempo le persecuzioni ai danni degli oppositori non hanno dato segno di cessare: i nomi di sette parlamentari dell'opposizione, sempre nello stesso periodo, sono finiti nella lista dei ricercati dalla polizia, con le accuse di incitamento alla pubblica violenza, tentato omicidio ed altre.
Il 5 luglio il Guardian, noto quotidiano inglese, ha pubblicato sul web un video che mostra esplicitamente i brogli elettorali alle ultime elezioni in Zimbabwe.
Secondo quanto riportato dall'Observer, la Gran Bretagna ha rimandato indietro oltre 11.000 profughi zimbabwesi che avevano cercato asilo in quel paese. L'opposizione ha inoltre denunciato che le milizie filo-governative attacchino dei campi profughi allestiti per i rifugiati politici, in questi attacchi sarebbero state uccise decine di sfollati, precisamente a Gokwe, a nord di Harare. La situazione dei profughi è diventata particolarmente spinosa per il Sudafrica, accusato dall'UNHCR, l'Alto Commissariato dell'ONU per i rifugiati, di aver espulso circa 17.000 profughi provenienti dallo Zimbabwe. La linea italiana è sembrata alquanto incerta: mentre il ministro Frattini ha richiamato per consultazioni l'ambasciatore ad Harare e si è dimostrato molto critico verso i rapporti diplomatici con lo Zimbabwe, il premier Silvio Berlusconi si è dimostrato assai recalcitrante, se non quasi contrario, alla possibilità di colpire Robert Mugabe con ulteriori sanzioni, oltre a quelle già applicate ed in vigore.
Lo Zimbabwe, con l'andare del tempo, è diventato nuovo terreno di scontro tra Stati Uniti e potenze occidentali, da una parte, e Cina e Russia, dall'altra. Questi ultimi due paesi hanno infatti dichiarato di voler porre il veto al Consiglio di Sicurezza dell'ONU riguardo eventuali sanzioni contro Mugabe. Contraria a queste sanzioni praticamente tutta l'Unione Africana, con l'eccezione della Liberia, che invece si è dichiarata favorevole. Questi provvedimenti sono però considerati dal governo dello Zimbabwe come atti razzisti e colonialisti, come li ha descritti il ministro della Comunicazione dello Zimbabwe, Sikhanyiso Ndlovu. Come peraltro avevano già annunciato, Russia e Cina hanno posto il veto sulle sanzioni contro Mugabe al Consiglio di Sicurezza dell'ONU. Precedentemente, era stata espressa dal rappresentante della missione permanente dello Zimbabwe all'ONU la preoccupazione che le sanzioni possano portare ad una guerra civile.
Dopo estenuanti ed altalenanti trattative per un governo di unità nazionale,, nelle quali a provvisori successi si sono alternati fallimenti, l'opposizione ha comunque registrato una storica vittoria ottenendo la presidenza della camera bassa del parlamento, sebbene il senato sia rimasto nelle mani di Mugabe. Ciò nonostante, il numero di parlamentari del MDC arrestati tra i banchi del parlamento stesso è salito fino a 5 nell'Agosto 2008. Nel settembre 2008 sono stati firmati gli accordi per la formazione di un governo di unità nazionale tra Mugabe e opposizione.
Nell'ottobre 2008 in località Marange dove da qualche anno è stato scoperto un giacimento diamantifero superficiale sul letto di torrenti, 214 minatori artigianali sono stati massacrati dall'esercito per piegare le loro rivendicazioni.

### Il colpo di Stato del 2017
Il colpo di Stato in Zimbabwe del 2017 ha avuto inizio nella serata del 14 novembre 2017, quando elementi delle Zimbabwe Defence Forces si radunarono nella capitale Harare, prendendo controllo della televisione pubblica e di alcune zone della città. Il giorno dopo, i soldati negarono, tramite comunicato televisivo, che si trattasse di golpe, sostenendo che l'operazione fosse rivolta a colpire "i criminali" che circondavano il presidente Robert Mugabe, considerati responsabili della grave situazione socioeconomica del Paese, dopo di che la situazione sarebbe tornata alla normalità. Il golpe scaturì in seguito a forti tensioni per la successione del presidente interne a due schieramenti del partito di governo ZANU-PF, guidati rispettivamente da Grace Mugabe, moglie del presidente, e dall'ex vicepresidente Emmerson Mnangagwa, supportato dall'esercito. Tali tensioni avevano portato all'allontanamento di quest'ultimo dalla carica di vicepresidente il 6 novembre.